# 김제안
김제안(金齊顔, ? ~ 1368년)은 고려 후기의 문신이다. 자는 중현(仲賢)이며, 본관은 안동으로 김방경의 고손자이다.

## 생애
과거 급제 뒤에 공민왕 13년(1364년) 좌정언(左正言)이 되었다. 당시 왕의 총애를 받던 내수(內竪) 한휘(韓暉)와 이구수(李龜壽)가 덕흥군의 난을 진압한 공로로 첨의평리(僉議評理)로 초월 제수되었는데 간관들이 이 고신에 서명하지 않자 한휘와 이구수는 왕에게 "김제안은 나이가 어리면서도 그릇되게 언관(言官)의 자리에 있으면서, 신 등의 고신에 서명하지 않았을 뿐 아니라 저 달천(撻川) 전투의 장사(將士)의 고신에도 서명하지 않았으니 딴 마음을 품어 장사들을 이간질시키려는 것"이라고 참소하였고, 김제안을 국문하려는 왕에게 시중(侍中) 경천흥(慶千興) · 첨서밀직(僉書密直) 원송수(元松壽) · 밀직부사(密直副使) 김달상(金達祥) 등이 "낭사(郞舍)가 한두 명이 아닌데 꼭 김제안 혼자서 그 책임을 져야 하겠습니까?"라고 하자 왕은 "김제안은 경들의 일족이므로 경들을 위해 말하는 것이다."라고 한 후 다시 원송수를 향해 그가 전선(銓選)을 맡고 있으면서 자기 일족을 끌어들여 간관으로 삼았다며 질책하였다. 경천흥이 밀직부사 송인적(宋仁績)과 함께 김제안을 옥에 가두는 것은 불가하다며 말렸고, 김달상도 나서서 김제안을 하옥할 필요는 없다고 간언하였으나 왕은 듣지 않고 자리를 파하였다. 다음날 김제안은 병을 칭하고 공민왕의 명을 사절하였는데, 왕은 중사(中使)를 보내 김제안을 강제로 나오게 하여 한휘 등의 고신에 서명하게 한 다음 그를 파직시켜버렸다.
공민왕 15년(1366년), 군부좌랑(軍簿佐郞)으로서 전녹생(田祿生)을 따라 원의 하남왕(河南王) 코케 테무르(擴廓帖木兒)를 빙문하기 위해 연경(燕京)으로 갔으나, 황태자 아유시리다르는 고려가 코케 테무르와 내통할 것을 꺼려서 고려 사신단에게 본국으로 귀국할 것을 명하였다. 이때 김제안은 병을 핑계로 사신단을 따라 가지 않고 연경에 머물렀고 형 제민(齊閔)에게는 편지로 "연경이 비록 예전만 못하나 장부가 지낼 만한 곳입니다."라고 안심시켰다. 그리고 머문 지 얼마 안 되어 김제안은 단기(單騎)로 연경을 떠나서 곧장 하남까지 달려가 코케 테무르에게 고려 사신이 귀국하여야 했던 사정과 함께 공민왕의 국서(國書)를 전달해 코케 테무르를 지지하겠다는 뜻을 밝혔다. 이에 코케 테무르는 크게 기뻐하며 원의 황제에게 아뢰어 김제안에게 중의대부 중서병부낭중 첨서하남강북등처행추밀원사(中議大夫 中書兵部郞中 簽書河南江北等處行樞密院事)를 제수하게 하였으며, 휘하의 막객(幕客) 곽영석(郭永錫)을 김제안과 함께 고려로 보내어 보빙하게 하였다. 《고려사》 열전에 따르면 처음에 전녹생 등이 하남에 도착하지 못하고 귀국되었을 때 서장관 김제안만이 귀국하지 않고 남은 것을 알고 공민왕은 그가 다른 뜻이 있는 것은 아닌가 의심하여 전례에 따라 주었던 전곡(錢穀)을 거두게 하였다고 한다.
김제안이 귀국한 뒤 공민왕은 그를 대언(代言)에 제배하려 하였으나, 신돈(辛旽)의 반대로 내서사인(內書舍人)을 제수하였다가 얼마 뒤 전교부령(典校副令)으로 좌천시켰다. 앞서 신돈은 김제안이 자신을 먼저 찾아뵙지 않은 것에 대해 앙심을 품고 있었는데, 김제안 역시도 자신의 관직 제수를 납득하지 못하고 있다가 공민왕 17년(1368년) 10월 전임 밀직부사 김정(金精) 등과 더불어 신돈 암살을 모의하였던 것이 누설되어 순군(巡軍)에 결박되고 장형에 처해져서 외지로 유배되었는데, 신돈이 사람을 보내 김제안의 뒤를 쫓게 해서 그의 목을 졸라 죽였다.

## 일화
김제안은 코케 테무르를 만나면서 등불을 밝히는 도구인 옥촉(玉燭)을 선물하고 "연기가 끼면 어두워지고 닦으면 다시 밝아지는데, 덕을 닦기를 이처럼 하소서”라고 조언하였다. 또한 김제안은 평소 유금(儒琴)을 잘 연주하였기에 코케 테무르 앞에서 유금을 연주하여 코케 테무르의 환심을 샀다고 한다.

## 가족 관계
- 고조할아버지 - 김방경
- 증조할아버지 - 김선(金愃) : 부지밀직사사(副知密直司事)
- 할아버지 - 김승택(金承澤) : 중서평장사(中書平章事) 양간공(良簡公)
- 아버지 - 김묘(金昴) : 상락군(上洛君)
- 어머니 - 여흥군부인 민씨(驪興郡夫人閔氏)[5] : 민사평(閔思平)의 딸
  - 형제 - 김구용 - 초명은 제민(齊閔)이다.
  - 형제 - 김제안
  - 형제 - 김구덕(金九德)

또한 목은 이색이 쓴 여흥군부인 민씨의 묘지명에 따르면 김제안에게는 아홉 명의 자매가 있었다고 하는데, 묘지명이 작성된 시점에서 아홉 명의 자매 가운데 일곱 명은 각기 밀직부사(密直副使) 김사안(金士安), 전 개성윤(開城尹) 이창로(李彰路), 전 종부령(宗簿令) 최유경(崔有慶), 전 낭장(郞將) 허호(許顥), 전 부령(副令) 허의(許誼), 겸박사(兼博士) 이존사(李存斯), 문하주서(門下注書) 김첨(金瞻)에게 출가하였고, 두 명은 출가하지 않은 상태였다고 한다.

## 같이 보기
- 김방경
- 김구용 (고려)
- 김광재
- 김정 (고려)
- 이존오
- 코케 테무르